# Martín Larios y Larios
Martín Larios y Larios  (Málaga, 1838-Madrid, 1889) fue un político e industrial español, diputado durante  la Restauración.

## Biografía
Nació en Málaga el 15 de mayo de 1838 y era el segundo hijo de Martín Larios y Herreros. Educado en Inglaterra, volvió a Málaga a cultivar sus propiedades y a dedicarse a la industria. Fue diputado en los Congresos de 1876, 1879 y 1884. Martín Larios, que votaba con los conservadores ortodoxos, el 26 de mayo de 1886 volvió a ser proclamado diputado, cargo que juró el 11 de junio de dicho año. Falleció en 1889, el día 23 de junio, en Madrid y fue enterrado en el cementerio de San Isidro. Su hermano Manuel Domingo Larios y su madre intentaron inhabilitarle en sus últimos años, alegando que padecía problemas mentales, después de que contrajera matrimonio por segunda vez, con Pilar de León y Gregorio.